# Wind River Basin

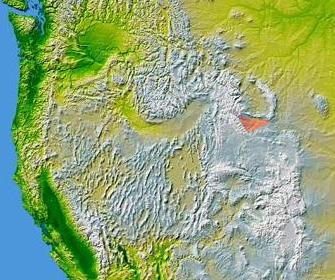
Wind River Basin

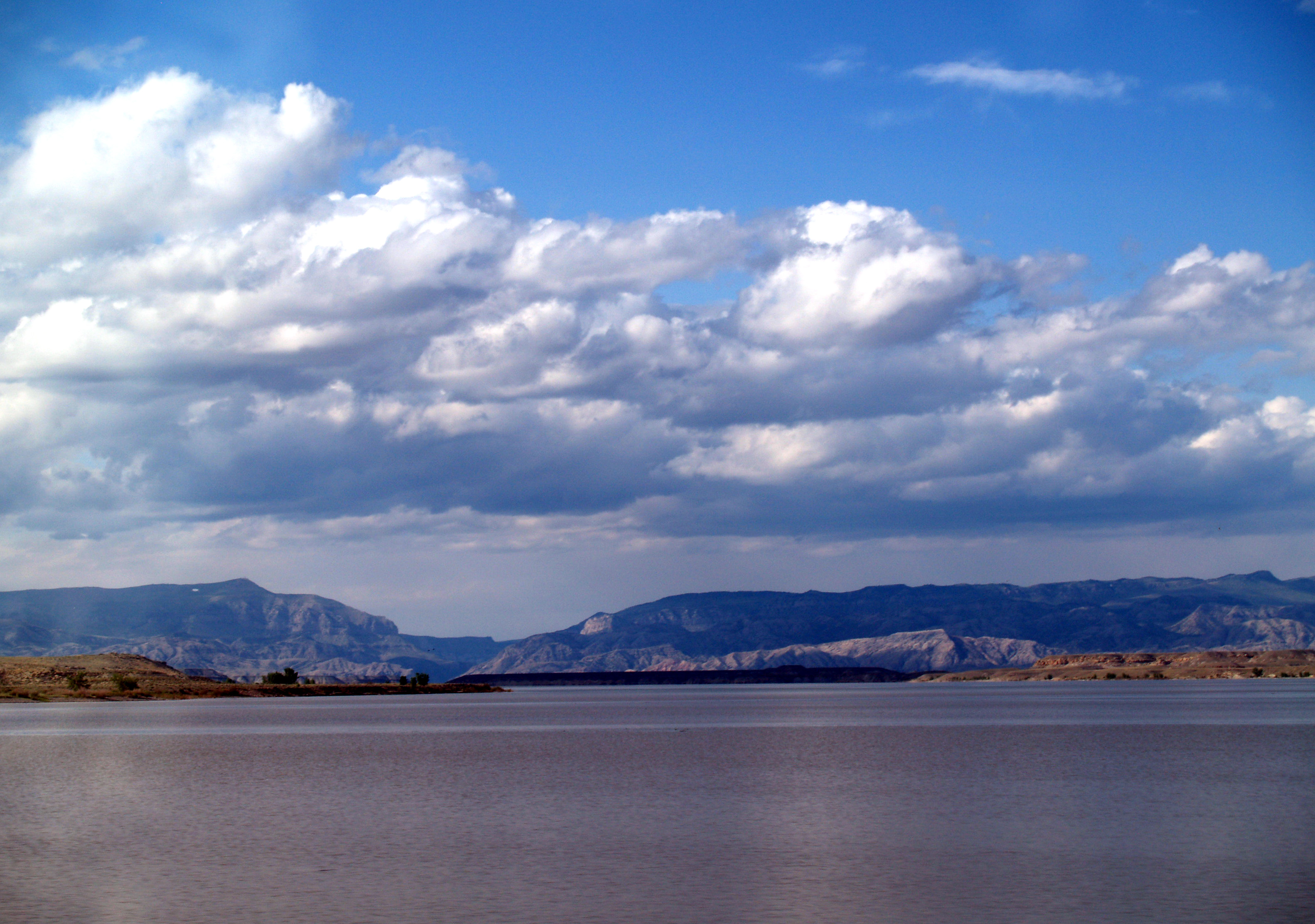
Boysen Reservoir im Wind River Basin

Das Wind River Basin oder Shoshone Basin ist ein semi-arides intermontanes Vorlandbecken im Zentrum des US-Bundesstaates Wyoming. Es wird auf allen Seiten von laramischen Gebirgsbildungen begrenzt. Im Westen liegt die Wind River Range und im Norden die Absaroka Range und die Owl Creek Mountains. Der Casper Arch trennt den Wind River vom Powder River Basin im Osten und die Granite Mountains liegen im Süden.
Die geologischen Formationen innerhalb des Beckens sind bedeutende Produzenten von Erdöl und Erdgas. Das Becken enthält über 60 Öl- und Gasfelder in 17 verschiedenen Formationen. Zu den wichtigsten Reservoirs gehören der Pennsylvanian Tensleep Sandstone, die Permian Phosphoria Formation und die Muddy Creek- und Frontier Sandsteine aus der Kreidezeit.
Zu den wichtigsten Städten im Wind River Basin gehören Riverton, Shoshoni und Lander. Ein großer Teil des Wind River Basin liegt innerhalb der Grenzen der Wind River Indian Reservation. Das Becken wird hauptsächlich durch den Wind River und seine Nebenflüsse entwässert.

## Belege
1. ↑  Wind River Basin Oil and Gas Assessments. Abgerufen am 23. Januar 2021 (englisch).
2. ↑  Thomas M. Finn; Mark J. Pawlewicz (2013): "Maps Showing Thermal Maturity of Upper Cretaceous Marine Shales in the Wind River Basin, Wyoming". Hrsg.: United States Geological Survey. Reston, Va.
3. ↑  William R. Keefer: Structural Geology of the
Wind River Basin,
Wyoming.